# Werdenfelser Land
Il Werdenfelser Land dell'Alta Baviera è costituito da una regione che si estende dal centro della foresta nel sud a Farchant. Esso comprende parti delle Alpi bavaresi.
Il suo nome deriva dal castello medievale Werdenfels a nord di Garmisch-Partenkirchen. Il castello servì principalmente per proteggere le vie militari e del commercio che portavano attraverso la valle di Loisachtal collegavano l'Alta Baviera all'Italia.
Nel 2006, la registrazione del paese Werdenfelser ha avuto luogo nella lista dei 77 eccellenti geotopi nazionali Germania.

## Città
Il centro culturale è di Garmisch-Partenkirchen. I seguenti posti sono anche parte del Werdenfelser:
- Farchant
- Grainau
- Krün
- Mittenwald
- Wallgau

## Geografia
Il Werdenfelser meridionale è delimitato dai monti Wetterstein e Karwendel. Il Zugspitze si trova a sud ovest di Garmisch-Partenkirchen ed è alto 2.962 metri sul livello del mare, la più alta della montagna della Germania Le valli e le pendici delle Alpi sono state fortemente influenzate dall'ultima glaciazione. I laghi sono in parte sorti a causa delle acque sotterranee che hanno riempito le depressioni create dal ghiacciaio. Successivamente, i laghi si sono prosciugati dando luogo a paludi, come ad esempio la brughiera di Murnau.